# بحر کامل
بحرِ کامل در اصطلاح عروضی، به بحر شعری گفته می‌شود که ارکان آن از تکرار «مُتفاعِلُن» (ل ل - ل -) یا زحافات آن تشکیل شده و از بحور متّفق‌الارکان است. کامل در لغت به معنی تمام است و عرب بیش از حدّ به این بحر توجه داشته‌است. (کامل – فاصله صغری و وتد مقرون «°°°|°°|/ ᴗ ᴗ – ᴗ –»)
بحر کامل از اوزان مخصوص شعر عرب بوده و از قرن هفتم قمری در شعر فارسی مورد توجه شاعران قرار گرفته‌است.
مشهورترین وزن آن:
متفاعلن متفاعلن متفاعلن متفاعلن (ل ل – ل – | ل ل – ل – | ل ل – ل – | ل ل – ل –): بحر کامل مثمن سالم
چه شود به چهرهٔ زرد من نظری برای خدا کنی / که اگر کنی همه درد من به یکی کرشمه دوا کنی (هاتف اصفهانی)

## زحافات
زحافات (تغییرات) مشهور بحر کامل: (قطع - ترفیل – حذذ):
1. فعلاتن: مقطوع
2. مفاعلن: موقوص
3. متفاعلاتن: مرفل

## اوزان
اوزان پرکاربرد بحر کامل (با ترتیب افاعیل):
- متفاعلن متفاعلن متفاعلن متفاعلن (کامل مثمن سالم)*
- متفاعلن متفاعلن متفاعلن (کامل مسدس سالم)*
- متفاعلن متفاعلن متفاعلن فعلاتن (کامل مثمن مقطوع)*
- مفاعلن متفاعلن (کامل مربع موقوص)*
- متفاعلن متفاعلاتن (کامل مربع مرفّل الآخر)*
- متفاعلن متفاعلن (کامل مربع سالم)
- متفاعلن متفاعلن فعلاتن (کامل مسدس مقطوع)
- متفاعلاتن متفاعلاتن (کامل مربع مرفّل) (=رمل مشکول)[توضیح ۱]